# A Pécsi Mecsek FC 2013–2014-es szezonja
Ez a szócikk a Pécsi Mecsek FC 2013–2014-es szezonjáról szól, mely sorozatban a 3., összességében pedig a 49. idénye a csapatnak a magyar első osztályban. A klub fennállásának ekkor volt a 63. évfordulója. A szezon 2013 júliusában kezdődött, és 2014 májusában ér majd véget. A klubot működtető PMFC Sport Kft. többségi tulajdonosa, Matyi Dezső 2013. december 27-én rendkívüli sajtótájékoztatón váratlanul bejelentette, hogy a "PMFC-MATIAS működését biztosító Alexandra cégcsoport, illetve azon belül a Matias Borászat [...] 2014. január 1-től megszünteti a finanszírozást a pécsi futballban". Ezután a klub további sorsa bizonytalanná vált.

## Statisztikák
Utolsó elszámolt mérkőzés dátuma: 2014. március 22.

### Kiírások
| Kiírás        | Statisztikák | Statisztikák | Statisztikák | Statisztikák | Statisztikák | Statisztikák | Kezdő forduló | Végső forduló/ helyezés | Mérkőzések dátumai | Mérkőzések dátumai |
| Kiírás        | M            | GY           | D            | V            | LG–KG        | GK           | Kezdő forduló | Végső forduló/ helyezés | Első               | Utolsó             |
| ------------- | ------------ | ------------ | ------------ | ------------ | ------------ | ------------ | ------------- | ----------------------- | ------------------ | ------------------ |
| OTP Bank Liga | 21           | 9            | 5            | 7            | 34–31        | +3           | —             |                         | 2013. 07. 27.      | 2014. 03. 22.      |
| Magyar kupa   | 4            | 2            | 1            | 1            | 5–5          | 0            | 4. forduló    | Negyeddöntő             | 2013. 10. 30.      | 2014. 03. 12.      |
| Ligakupa      | 9            | 4            | 3            | 2            | 17–11        | +6           | Csoportkör    | Negyeddöntő             | 2013. 09. 04.      | 2014. 03. 18.      |

## OTP Bank Liga

### Mérkőzések
| 1. forduló 2013. július 27. 19:00 |

| Pécsi MFC                                               | 1 – 2               | Ferencváros                                                             |
| ------------------------------------------------------- | ------------------- | ----------------------------------------------------------------------- |
| Koller 59' Márkvárt 3' Szatmári 38′, 61′ Frőhlich 90+4' | (0 – 1) Jegyzőkönyv | Tuijp 28' Valpoort 77' Bešić 31' Jenner 42' Alempijević 56' Gyömbér 76' |

| PMFC Stadion, Pécs Nézőszám: 3 500 Játékvezető: Szabó Zsolt (magyar) |

| 2. forduló 2013. augusztus 2. 19:00 |

| Paksi FC                                                                                  | 2 – 1               | Pécsi MFC                                                  |
| ----------------------------------------------------------------------------------------- | ------------------- | ---------------------------------------------------------- |
| Simon 19' 77' Bartha 20' Hullám 36' Fiola 52' Kecskés 55' Éger 64' Tököli 67' Könyves 74' | (1 – 0) Jegyzőkönyv | Koller 50' (11-esből) Wittrédi 11' Fodor 60' Mohl 83′, 88′ |

| Fehérvári út, Paks Nézőszám: 1 200 Játékvezető: Andó-Szabó Sándor (magyar) |

| 3. forduló 2013. augusztus 11. 18:30 |

| Videoton                                                               | 5 – 1               | Pécsi MFC                                    |
| ---------------------------------------------------------------------- | ------------------- | -------------------------------------------- |
| Nikolics N. 26' (11-esből) 44' Vinícius 35' 29' Sándor 70' Álvarez 77' | (3 – 1) Jegyzőkönyv | Frőhlich 24' Városi 18' Uzoma 26′ Grumić 29′ |

| Sóstói Stadion, Székesfehérvár Nézőszám: 3 320 Játékvezető: Bognár Tamás (magyar) |

| 4. forduló 2013. augusztus 17. 19:00 |

| Pécsi MFC                              | 1 – 1               | Győri ETO                       |
| -------------------------------------- | ------------------- | ------------------------------- |
| Koller 11' (11-esből) 90+2' Dibusz 78′ | (1 – 1) Jegyzőkönyv | Trajković 16' 22' Mevoungou 10' |

| PMFC Stadion, Pécs Nézőszám: 1 700 Játékvezető: Vad II. István (magyar) |

| 5. forduló 2013. augusztus 24. 16:00 |

| MTK Budapest | 0 – 1               | Pécsi MFC                               |
| ------------ | ------------------- | --------------------------------------- |
| Nagy 43'     | (0 – 0) Jegyzőkönyv | Pölöskey 46' 62' Fodor 23' Márkvárt 62' |

| Hidegkuti Nándor Stadion, Budapest Nézőszám: 1 300 Játékvezető: Németh Ádám (magyar) |

| 6. forduló 2013. szeptember 1. 16:30 |

| Pécsi MFC                | 2 – 1               | Debreceni VSC                 |
| ------------------------ | ------------------- | ----------------------------- |
| Koller 31' 67' Fodor 88' | (1 – 1) Jegyzőkönyv | Volaš 5' Máté 65' Bouadla 86' |

| PMFC Stadion, Pécs Nézőszám: 2 500 Játékvezető: Becséri Dániel (magyar) |

| 7. forduló 2013. szeptember 14. 19:00 |

| Kecskeméti TE               | 2 – 5               | Pécsi MFC                                                  |
| --------------------------- | ------------------- | ---------------------------------------------------------- |
| Savić 9' Leo 22' (11-esből) | (2 – 2) Jegyzőkönyv | Uzoma 42' Romić 45' Mohl 50' Márkvárt 82' Pölöskey 85' 89' |

| Széktói Stadion, Kecskemét Nézőszám: 500 Játékvezető: Becséri Dániel (magyar) |

| 8. forduló 2013. szeptember 20. 19:00 |

| Pécsi MFC                     | 1 – 3               | Lombard Pápa                                                                               |
| ----------------------------- | ------------------- | ------------------------------------------------------------------------------------------ |
| Mohl 43' (11-esből) Romić 38' | (1 – 2) Jegyzőkönyv | Orosz 6' Quintero 39' 64' Maksimović 33' Rodenbücher 43' Mecinović 66' Šupić 75′ Szabó 79' |

| PMFC Stadion, Pécs Nézőszám: 2 500 Játékvezető: Vad II. István (magyar) |

| 9. forduló 2013. szeptember 29. 19:00 |

| Újpest    | 1 – 1               | Pécsi MFC      |
| --------- | ------------------- | -------------- |
| Simon 45' | (1 – 1) Jegyzőkönyv | Grumić 12' 54' |

| Szusza Ferenc Stadion, Budapest Nézőszám: 1 847 Játékvezető: Bognár Tamás (magyar) |

| 10. forduló 2013. október 5. 16:00 |

| Pécsi MFC    | 1 – 2               | Puskás Akadémia |
| ------------ | ------------------- | --------------- |
| Frőhlich 88' | (0 – 2) Jegyzőkönyv | Lencse 4' 35'   |

| PMFC Stadion, Pécs Nézőszám: 1 500 Játékvezető: Erdős József (magyar) |

| 11. forduló 2013. október 19. 20:00 |

| Budapest Honvéd                                      | 3 – 1               | Pécsi MFC                   |
| ---------------------------------------------------- | ------------------- | --------------------------- |
| Lovrić 50' Daud 78' (11-esből) 26' Hidi 79' King 44' | (0 – 1) Jegyzőkönyv | Grumić 8' Nagy 76' Mohl 77' |

| Bozsik József Stadion, Budapest Nézőszám: 700 Játékvezető: Becséri Dániel (magyar) |

| 12. forduló 2013. október 26. 16:00 |

| Pécsi MFC                                                            | 3 – 1               | Kaposvári Rákóczi                                   |
| -------------------------------------------------------------------- | ------------------- | --------------------------------------------------- |
| Szatmári 50' Koller 66' 80' Balogh 20' Rácz 28' Grumić 29' Fodor 57' | (0 – 0) Jegyzőkönyv | Waltner 84' Bőle 41' Babić 85' Okuka 85' Addo 90+2' |

| PMFC Stadion, Pécs Nézőszám: 800 Játékvezető: Vad II. István (magyar) |

| 13. forduló 2013. november 2. 16:00 |

| Mezőkövesd-Zsóry                                               | 0 – 1               | Pécsi MFC                     |
| -------------------------------------------------------------- | ------------------- | ----------------------------- |
| Gévay 19' Harsányi 45' Szalai 66' Balajti 69' Pilibaitis 90+3' | (0 – 0) Jegyzőkönyv | Fodor 54' Grumić 44' Mohl 84' |

| Városi stadion, Mezőkövesd Nézőszám: 1 500 Játékvezető: Bognár Tamás (magyar) |

| 14. forduló 2013. november 9. 18:00 |

| Pécsi MFC                         | 1 – 1               | Diósgyőr                                                  |
| --------------------------------- | ------------------- | --------------------------------------------------------- |
| Grumić 3' 4' Mohl 70' Horváth 86' | (1 – 0) Jegyzőkönyv | Bacsa 58' Gosztonyi 10' Barczi 67' Batioja 73' Futács 85' |

| PMFC Stadion, Pécs Nézőszám: 1 200 Játékvezető: Solymosi Péter (magyar) |

| 15. forduló 2013. november 23. 16:00 |

| Haladás                                         | 1 – 3               | Pécsi MFC                                                                    |
| ----------------------------------------------- | ------------------- | ---------------------------------------------------------------------------- |
| Fehér 7' Radó 54' Németh 51′, 64′ Devecseri 73' | (1 – 1) Jegyzőkönyv | Romić 40' Szatmári 69' Koller 86' 26' Wittrédi 43' Frőhlich 77' Márkvárt 82' |

| Rohonci út, Szombathely Nézőszám: 1 850 Játékvezető: Erdős József (magyar) |

| 16. forduló 2013. november 30. 20:00 |

| Ferencváros                                  | 1 – 2                         | Pécsi MFC                                                                        |
| -------------------------------------------- | ----------------------------- | -------------------------------------------------------------------------------- |
| Böde 6' Jovanović 17' Jenner 59' Bešić 90+4' | (1 – 2) Jegyzőkönyv Részletek | Mateos 13' (öngól) Koller 39' (11-esből) 62' Frőhlich 45' Márkvárt 66' Uzoma 88' |

| Puskás Ferenc Stadion, Budapest Nézőszám: 3 423 Játékvezető: Farkas Ádám (magyar) |

| 17. forduló 2013. december 7. 16:00 |

| Pécsi MFC                      | 1 – 1               | Paksi FC                              |
| ------------------------------ | ------------------- | ------------------------------------- |
| Mohl 61' (11-esből) Balogh 58′ | (0 – 1) Jegyzőkönyv | Simon 9' Nyári 35' Bori 43' Fiola 58' |

| PMFC Stadion, Pécs Nézőszám: 1 000 Játékvezető: Kassai Viktor (magyar) |

| 18. forduló 2014. március 1. 18:00 |

| Pécsi MFC                                               | 1 – 1               | Videoton              |
| ------------------------------------------------------- | ------------------- | --------------------- |
| Kővári 60' Koller 27' Horváth 39' Szatmári 48' Nagy 72' | (0 – 1) Jegyzőkönyv | Gyurcsó 23' Gomes 52' |

| PMFC Stadion, Pécs Játékvezető: Andó-Szabó Sándor (magyar) |

| 19. forduló 2014. március 8. 20:00 |

| Győri ETO                                                   | 2 – 5                         | Pécsi MFC                                                             |
| ----------------------------------------------------------- | ----------------------------- | --------------------------------------------------------------------- |
| Kalmár 22' 32' Wolfe 49' Pátkai 43' Stanišić 84' Völgyi 86' | (1 – 2) Jegyzőkönyv Részletek | Pölöskey 4' Szatmári 9' Koller 52' 87' (11-esből) Kővári 65' Mohl 53' |

| ETO Park, Győr Nézőszám: 2 500 Játékvezető: Kassai Viktor (magyar) |

| 20. forduló 2014. március 16. 16:30 |

| Pécsi MFC                                    | 1 – 0                         | MTK Budapest                                                         |
| -------------------------------------------- | ----------------------------- | -------------------------------------------------------------------- |
| Koller 44' (11-esből) Pölöskey 52' Romić 76' | (1 – 0) Jegyzőkönyv Részletek | Kanta 24' Pölöskei 27' Rodenbücher 43′ Torghelle 66' Kálnoki Kis 72' |

| PMFC Stadion, Pécs Nézőszám: 1 000 Játékvezető: Szabó Zsolt (magyar) |

| 21. forduló 2014. március 22. 14:00 |

| Debreceni VSC                              | 1 – 0               | Pécsi MFC           |
| ------------------------------------------ | ------------------- | ------------------- |
| Tisza 94' (11-esből) Morozov 5' Sidibe 85' | (0 – 0) Jegyzőkönyv | Romić 36' Fodor 90' |

| Oláh Gábor utca, Debrecen Nézőszám: 6 000 Játékvezető: Andó-Szabó Sándor (magyar) |

### A bajnokság végeredménye
| #   | Csapat                 | M  | GY | D  | V  | G+ – G– | GK  | P  | Megjegyzések                                   |
| --- | ---------------------- | -- | -- | -- | -- | ------- | --- | -- | ---------------------------------------------- |
| 1.  | DVSC–TEVA (B)          | 30 | 18 | 8  | 4  | 66–33   | +33 | 62 | 2014–2015-ös Bajnokok Ligája – 2. selejtezőkör |
| 2.  | Győri ETO FC CV (I)    | 30 | 18 | 8  | 4  | 58–32   | +26 | 62 | 2014–2015-ös Európa-liga – 2. selejtezőkör     |
| 3.  | Ferencvárosi TC (I)    | 30 | 17 | 6  | 7  | 47–33   | +14 | 57 | 2014–2015-ös Európa-liga – 1. selejtezőkör     |
| 4.  | Videoton FC            | 30 | 15 | 8  | 7  | 52–31   | +21 | 53 |                                                |
| 5.  | Diósgyőri VTK (I)      | 30 | 12 | 11 | 7  | 45–38   | +7  | 47 | 2014–2015-ös Európa-liga – 1. selejtezőkör     |
| 6.  | Szombathelyi Haladás   | 30 | 12 | 10 | 8  | 37–31   | +6  | 46 |                                                |
| 7.  | Pécsi MFC–Matias       | 30 | 12 | 9  | 9  | 41–38   | +3  | 45 |                                                |
| 8.  | MTK Budapest FC        | 30 | 11 | 7  | 12 | 42–36   | +6  | 40 |                                                |
| 9.  | Budapest Honvéd FC     | 30 | 10 | 6  | 14 | 37–39   | −2  | 36 |                                                |
| 10. | Kecskeméti TE          | 30 | 9  | 9  | 12 | 36–51   | −15 | 36 |                                                |
| 11. | MVM–Paks               | 30 | 8  | 10 | 12 | 39–42   | −3  | 34 |                                                |
| 12. | Lombard Pápa Termál FC | 30 | 9  | 6  | 15 | 32–50   | −18 | 33 |                                                |
| 13. | Újpest FC (KGY)        | 30 | 8  | 8  | 14 | 46–51   | −5  | 32 |                                                |
| 14. | Puskás Akadémia FC Ú   | 30 | 8  | 7  | 15 | 36–51   | −15 | 31 |                                                |
| 15. | Mezőkövesd-Zsóry FC Ú  | 30 | 6  | 6  | 18 | 27–52   | −25 | 24 | NB II                                          |
| 16. | Kaposvári Rákóczi FC   | 30 | 4  | 7  | 19 | 21–54   | −33 | 19 | NB II                                          |

Utolsó frissítés: 2014. június 1. 
Forrás: MLSZ adatbank 
A rangsorolás alapszabályai: 1. összpontszám, 2. győzelmek száma, 3. gólkülönbség, 4. szerzett gólok száma, 5. egymás elleni eredmények összpontszáma,  6. egymás elleni eredmények gólkülönbsége, 7. egymás elleni eredmények szerzett góljainak száma, 8. egymás elleni eredmények idegenben szerzett góljainak száma.
(B): Bajnokcsapat, (K): Kieső csapat, (F): Feljutó csapat, (I): Kupainduló, (R): A rájátszás győztese, (KGY): Kupagyőztes

### Eredmények összesítése
Az alábbi táblázatban összesítve szerepelnek a Pécsi Mecsek FC 2013/14-es bajnokságban elért eredményei.
| Ősz/tavasz (forduló)    | Otthon | Otthon | Otthon | Otthon | Otthon | Otthon | Otthon | Idegenben | Idegenben | Idegenben | Idegenben | Idegenben | Idegenben | Idegenben |
| Ősz/tavasz (forduló)    | M      | GY     | D      | V      | LG–KG  | GK     | P      | M         | GY        | D         | V         | LG–KG     | GK        | P         |
| ----------------------- | ------ | ------ | ------ | ------ | ------ | ------ | ------ | --------- | --------- | --------- | --------- | --------- | --------- | --------- |
| Őszi szezon (1–17.)     | 8      | 2      | 3      | 3      | 11–12  | –1     | 9      | 9         | 5         | 1         | 3         | 16–15     | +1        | 16        |
| Tavaszi szezon (18–30.) | 2      | 1      | 1      | 0      | 2–1    | +1     | 4      | 2         | 1         | 0         | 1         | 5–3       | +2        | 3         |
| Összesen (1–30.)        | 10     | 3      | 4      | 3      | 13–13  | 0      | 13     | 11        | 6         | 1         | 4         | 21–18     | +3        | 19        |

### Helyezések fordulónként
| Forduló  | 1  | 2  | 3  | 4  | 5  | 6  | 7  | 8 | 9  | 10 | 11 | 12 | 13 | 14 | 15 | 16 | 17 | 18 | 19 | 20 | 21 | 22 | 23 | 24 | 25 | 26 | 27 | 28 | 29 | 30 |
| -------- | -- | -- | -- | -- | -- | -- | -- | - | -- | -- | -- | -- | -- | -- | -- | -- | -- | -- | -- | -- | -- | -- | -- | -- | -- | -- | -- | -- | -- | -- |
| Helyszín | O  | I  | I  | O  | I  | O  | I  | O | I  | O  | I  | O  | I  | O  | I  | I  | O  | O  | I  | O  | I  |    |    |    |    |    |    |    |    |    |
| Eredmény | V  | V  | V  | D  | GY | GY | GY | V | D  | V  | V  | GY | GY | D  | GY | GY | D  | D  | GY | GY | V  |    |    |    |    |    |    |    |    |    |
| Helyezés | 11 | 13 | 15 | 14 | 12 | 11 | 7  | 9 | 10 | 11 | 12 | 10 | 9  | 9  | 8  | 6  | 7  | 8  | 6  | 5  | 6  |    |    |    |    |    |    |    |    |    |

Helyszín: O = Otthon; I = Idegenben. Eredmény: GY = Győzelem; D = Döntetlen; V = Vereség.

## Magyar kupa
4. forduló
| 2013. október 30. 18:00 |

| Pécsi MFC               | 2 – 1               | Mezőkövesd–Zsóry                    |
| ----------------------- | ------------------- | ----------------------------------- |
| Koller 19' Szatmári 51' | (1 – 0) Jegyzőkönyv | Harsányi 54' Hegedűs 42' Szalai 50' |

| PMFC Stadion, Pécs Nézőszám: 400 Játékvezető: Pintér Csaba (magyar) |

Nyolcaddöntő
| 2013. november 26. 18:00 |

| Budapest Honvéd                         | 1 – 1               | Pécsi MFC         |
| --------------------------------------- | ------------------- | ----------------- |
| Daud 50' Job 32' Alcibiade 58' Hidi 74′ | (0 – 0) Jegyzőkönyv | Mohl 59' Nagy 28' |

| Bozsik József Stadion, Budapest Nézőszám: 150 Játékvezető: Takács János (magyar) |

| 2013. december 4. 18:00 |

| Pécsi MFC            | 1 – 0               | Budapest Honvéd                     |
| -------------------- | ------------------- | ----------------------------------- |
| Grumić 88' Romić 24' | (0 – 0) Jegyzőkönyv | Mancini 25' Diarra 31' Holender 66' |

| PMFC Stadion, Pécs Nézőszám: 800 Játékvezető: Andó-Szabó Sándor (magyar) |

Negyeddöntő
| 2014. március 12. 18:00 |

| Pécsi MFC                                      | 1 – 3               | Újpest                                             |
| ---------------------------------------------- | ------------------- | -------------------------------------------------- |
| Pölöskey 85' 87' Perić 15' Balogh 72' Nagy 77' | (0 – 0) Jegyzőkönyv | Vasiljević 63' 72' (11-esből) 80' 57' Sanković 33' |

| PMFC Stadion, Pécs Játékvezető: Fábián Mihály (magyar) |

## Ligakupa

### Csoportkör (H csoport)
| 1. forduló 2013. szeptember 4. 18:00 |

| Pécsi MFC                          | 3 – 0               | Zalaegerszegi TE |
| ---------------------------------- | ------------------- | ---------------- |
| Lantos 25' Beke 42' 49' Városi 83' | (2 – 0) Jegyzőkönyv | Vágó 23'         |

| PMFC Stadion, Pécs Nézőszám: 300 Játékvezető: Szőts Gergely (magyar) |

| 2. forduló 2013. szeptember 11. 16:00 |

| BFC Siófok                   | 0 – 2               | Pécsi MFC               |
| ---------------------------- | ------------------- | ----------------------- |
| Fehér 60' Futó 80' Turós 83' | (0 – 1) Jegyzőkönyv | Grumić 25' Pölöskey 62' |

| Révész Géza utcai stadion, Siófok Nézőszám: 100 Játékvezető: Kiss Norbert (magyar) |

| 3. forduló 2013. október 9. 18:00 |

| Pécsi MFC                                   | 2 – 0               | Kaposvári Rákóczi      |
| ------------------------------------------- | ------------------- | ---------------------- |
| Wittrédi 19' Rácz 90+2' Mohl 16' Koller 36' | (1 – 0) Jegyzőkönyv | Petrache 63' Lucas 75' |

| PMFC Stadion, Pécs Nézőszám: 300 Játékvezető: Böcskei Balázs (magyar) |

| 4. forduló 2013. október 16. 16:00 |

| Kaposvári Rákóczi                     | 2 – 1               | Pécsi MFC                         |
| ------------------------------------- | ------------------- | --------------------------------- |
| Dominić 64' 78' Jánvári 12' Böjte 54' | (0 – 0) Jegyzőkönyv | Pölöskey 61' Deutsch 63' Rácz 85' |

| Rákóczi Stadion, Kaposvár Nézőszám: 150 Játékvezető: Berke Balázs (magyar) |

| 5. forduló 2013. november 13. 18:00 |

| Pécsi MFC                                              | 2 – 2               | BFC Siófok                        |
| ------------------------------------------------------ | ------------------- | --------------------------------- |
| Grumić 47' 80' Fehér 89' (öngól) Lantos 49' Városi 82' | (0 – 1) Jegyzőkönyv | Nagy 45' 30' Bogáti 85' Fehér 42' |

| PMFC Stadion, Pécs Nézőszám: 200 Játékvezető: Kovács J. Zoltán (magyar) |

| 6. forduló 2013. november 20. 13:00 |

| Zalaegerszegi TE                                                 | 4 – 2               | Pécsi MFC                               |
| ---------------------------------------------------------------- | ------------------- | --------------------------------------- |
| Vayer 18' (11-esből) 55' Pál 83' Sipőcz 89' Németh 65' Varga 72' | (1 – 2) Jegyzőkönyv | Wittrédi 10' 30' Deutsch 35' Kővári 82' |

| Műfüves pálya, Zalaegerszeg Nézőszám: 150 Játékvezető: Kulcsár Katalin (magyar) |

### A H csoport végeredménye
| Csapat            | M | Gy | D | V | G+ | G– | Gk  | P  |
| ----------------- | - | -- | - | - | -- | -- | --- | -- |
| Kaposvári Rákóczi | 6 | 5  | 0 | 1 | 19 | 4  | +15 | 15 |
| Pécsi MFC         | 6 | 3  | 1 | 2 | 12 | 8  | +4  | 10 |
| Siófok            | 6 | 2  | 1 | 3 | 7  | 15 | –8  | 7  |
| ZTE               | 6 | 1  | 0 | 5 | 5  | 16 | –11 | 3  |

### Nyolcaddöntő
| Első mérkőzés 2014. február 22. 16:00 |

| Pécsi MFC                    | 1 – 1               | Paksi FC                   |
| ---------------------------- | ------------------- | -------------------------- |
| Mohl 22' Városi 45' Nagy 85' | (1 – 1) Jegyzőkönyv | Horváth 41' Heffler T. 24' |

| PMFC Stadion, Pécs Nézőszám: 400 Játékvezető: Szilasi Szabolcs (magyar) |

| Visszavágó 2014. március 4. 14:00 |

| Paksi FC          | 1 – 3               | Pécsi MFC                  |
| ----------------- | ------------------- | -------------------------- |
| Lázok 6' Báló 59′ | (1 – 0) Jegyzőkönyv | Perić 59' 65' 67' Beke 75' |

| Fehérvári út, Paks Játékvezető: Berger József (magyar) |

### Negyeddöntő
| Első mérkőzés 2014. március 18. 17:30 |

| Pécsi MFC | 1 – 1               | Videoton               |
| --------- | ------------------- | ---------------------- |
| Perić 34' | (1 – 0) Jegyzőkönyv | Nikolics 61' Hudák 67' |

| PMFC Stadion, Pécs Játékvezető: Iványi Zoltán (magyar) |

## Felkészülési mérkőzések

### Nyár
| 2013. június 26. |

| NK Osijek   | 1 – 0               | Pécsi MFC |
| ----------- | ------------------- | --------- |
| Barišić 89' | (0 – 0) Jegyzőkönyv |           |

| Gradski vrt Stadion, Eszék, Horvátország Nézőszám: 100 Játékvezető: Kotka (horvát) |

| 2013. június 29. |

| Pécsi MFC             | 2 – 1               | Gazovik Orenburg |
| --------------------- | ------------------- | ---------------- |
| Rácz 36' Frőhlich 56' | (1 – 1) Jegyzőkönyv | Akhmedov 22'     |

| Városi Sporttelep, Balatonboglár |

| 2013. július 6. |

| Pécsi MFC                          | 2 – 1               | Paksi FC   |
| ---------------------------------- | ------------------- | ---------- |
| Wittrédi 24' Koller 62' (11-esből) | (1 – 0) Jegyzőkönyv | Hullám 90' |

| PMFC Stadion, Pécs Nézőszám: 300 Játékvezető: Botló János (magyar) |

| 2013. július 10. |

| Slaven Belupo Koprivnica | 2 – 2               | Pécsi MFC             |
| ------------------------ | ------------------- | --------------------- |
| Glavica 50' Delić 58'    | (0 – 1) Jegyzőkönyv | Grumić 24' Balogh 47' |

| Gradski stadion, Kapronca, Horvátország |

| 2013. július 13. |

| NK Veržej | 0 – 2               | Pécsi MFC      |
| --------- | ------------------- | -------------- |
|           | (0 – 1) Jegyzőkönyv | Grumić 30' 57' |

| Čistina stadion, Veržej, Szlovénia |

| 2013. július 17. |

| Pécsi MFC                                | 5 – 1               | Cibalia Vinkovci |
| ---------------------------------------- | ------------------- | ---------------- |
| Szatmári Koller Városi Witrrédi Frőhlich | (1 – 1) Jegyzőkönyv | Bartolović       |

| PMFC Stadion, Pécs Nézőszám: 500 Játékvezető: Botló Béla (magyar) |

| 2013. július 20. |

| Pécsi MFC    | 1 – 0               | Kardemir Karabükspor |
| ------------ | ------------------- | -------------------- |
| Szatmári 19' | (1 – 0) Jegyzőkönyv |                      |

| Barkóc, Szlovénia |